# Насиковский, Иван Казимирович
Иван Казимирович Насиковский (24.03.1918, Винницкая область — 06.11.1980) — командир миномётного расчёта батареи 120-миллиметровых миномётов 931-го стрелкового полка, старшина — на момент представления к награждению орденом Славы 1-й степени.

## Биография
Родился 24 марта 1918 года в селе Черневцы Могилёв-Подольского района Винницкой области. Украинец. Член ВКП/КПСС с 1943 года. Окончил 4 класса. Работал в промартели имени 11-летия Октября.
В Красной Армии с 1941 года. В боях Великой Отечественной войны с июля 1941 года.
Командир миномётного расчёта батареи 120-миллиметровых миномётов 931-го стрелкового полка старший сержант Насиковский в конце сентября 1943 года участвовал в форсировании Днепра в районе села Лютеж. В боях по расширению плацдарма в районе села Старые Петровцы на подступах к городу Киев 15 октября 1943 года подавил четыре огневые точки и уничтожил около двадцати солдат противника.
В уличных боях в Киеве 6 ноября 1943 года миномётным огнём ликвидировал две огневые точки.
Приказом командира 240-й стрелковой дивизии от 18 декабря 1943 года за мужество, проявленное в боях с врагом, старший сержант Насиковский награждён орденом Славы 3-й степени.
Старшина того же полка, дивизии, армии Насиковский 6-13 октября 1944 года в боях в районе города Борша участвовал в отражении несколько контратак противника и уничтожил девять огневых точек, одно орудие, более тридцати солдат и офицеров противника.
Приказом по 40-й армии от 31 декабря 1944 года старшна Насиковский награждён орденом Славы 2-й степени.
Во время боёв на оломоуцком направлении у населённых пунктов Гринёва, Дубрави за период с 26 января по 15 февраля 1945 года в боях расчёт старшины Насиковского уничтожил шесть пулемётных точек, миномёт и до взвода живой силы противника.
Указом Президиума Верховного Совета СССР от 15 мая 1946 года за мужество, отвагу и героизм, , старшина Насиковский Иван Казимирович награждён орденом Славы 1-й степени.
В 1946 году старшина Насиковский демобилизован. Вернулся на родину. Работал кладовщиком в колхозе в селе Черневцы.
Награждён орденами Славы 1-й, 2-й и 3-й степени, Отечественной войны 2-й степени, медалями.
Умер 6 ноября 1980 года.